# Aleksandr Gołowko
Aleksandr Walentinowicz Gołowko (ros. Александр Валентинович Головко; ur. 29 stycznia 1964 w Dniepropietrowsku) – rosyjski generał pułkownik, dowódca Wojsk Kosmicznych – zastępca Głównodowodzącego Siłami Powietrzno-Kosmicznymi Federacji Rosyjskiej.

## Życiorys
W 1986 ukończył Charkowską Wyższą Szkołę Dowódczo-Inżynieryjną Wojsk Rakietowych im. Marszałka Związku Radzieckiego N.I. Kryłowa, w 1996 Wojskową Akademię imienia F. E. Dzierżyńskiego (wojsk rakietowych) i w 2003 Wojskową Akademię Sztabu Generalnego Sił Zbrojnych Federacji Rosyjskiej.
W latach 1986–2001 pełnił służbę na różnych stanowiskach dowodzenia i inżynierii w jednostkach wojskowych Głównego Kosmicznego Centrum Doświadczalnego im. Titowa. Od 2003 do 2004 był zastępcą Szefa Sztabu Wojsk Kosmicznych, w latach 2004–2007 szefem sztabu – pierwszym zastępcą szefa Głównego Kosmicznego Centrum Doświadczalnego im. Titowa, a od 2007 do 2011 szefem tego Centrum. Od czerwca 2011 do grudnia 2012 był szefem 1 Państwowego Kosmodromu Doświadczalnego Ministerstwa Obrony Federacji Rosyjskiej w Plesiecku, obwód archangielski.
Dekretem Prezydenta Federacji Rosyjskiej z 24 grudnia 2012 Został mianowany dowódcą Wojsk Obrony Powietrzno-Kosmicznej. Po reformie sił zbrojnych dowodzi Wojskami Kosmicznymi, będąc jednocześnie zastępcą Głównodowodzącego Siłami Powietrzno-Kosmicznymi Federacji Rosyjskiej.
Odznaczony Orderem „Za zasługi wojskowe”, Za Zasługi dla Ojczyzny II stopnia i innymi medalami.